# North American T-28 Trojan
O North American T-28 Trojan é um avião norte-americano momotor monoplano de asa baixa desenvolvido para o treinamento de pilotos militares. Empregado primariamente pela Força Aérea e pela Marinha dos Estados Unidos da América, operou em diversos países do mundo em diferentes missões.
A aeronave foi originalmente fabricada em três versões: T-28A (USAF), T-28B (USN) e T-28C (USN). Contudo, estas versões deram origem a diversas reconstruções e modificações posteriores. A Aviação Naval Brasileira optou pela variante oferecida pela Hamilton Aircraft Company designada T-28R. Esta variante era um T-28A com um novo motor, o original de 800 hp por um de 1.350 hp, e hélice tripla. As aeronaves brasileiras foram especialmente modificadas para operação embarcada.
Foi empregado pela Marinha do Brasil para o treinamento de pilotos em operações embarcadas no NAeL Minas Gerais. Foram operadas seis aeronaves entre 1963 e 1965, quando foram repassadas a Força Aérea Brasileira que os operou até 1972.

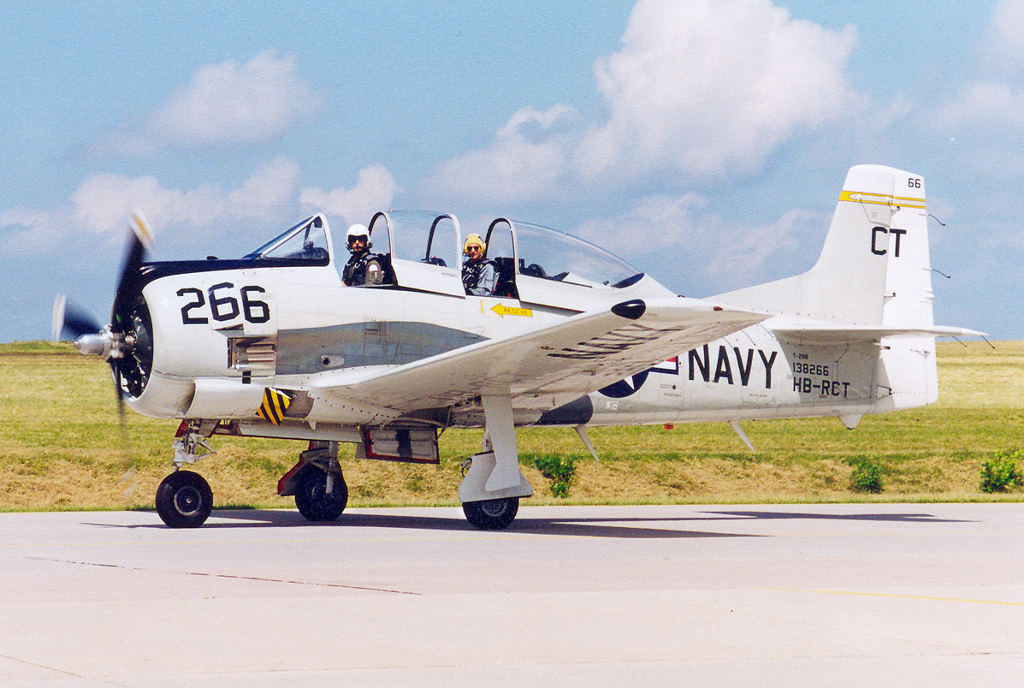
North American T-28 da Marinha dos Estados Unidos
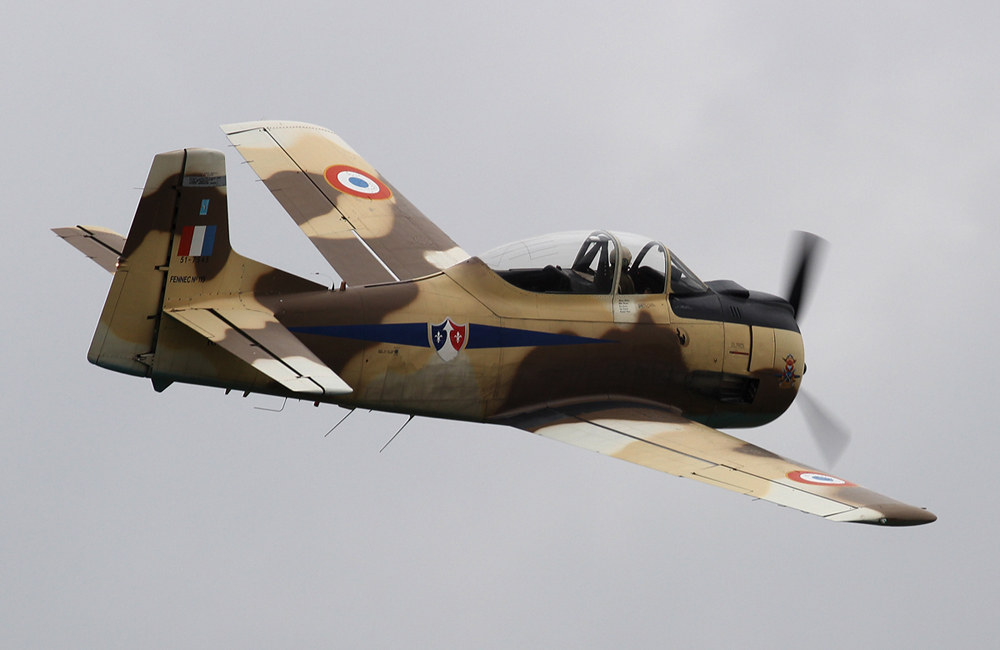
N14113 North American AT-28D Trojan T-28A Fennec ex 51-7545 Fennec No 119 cn 174-398
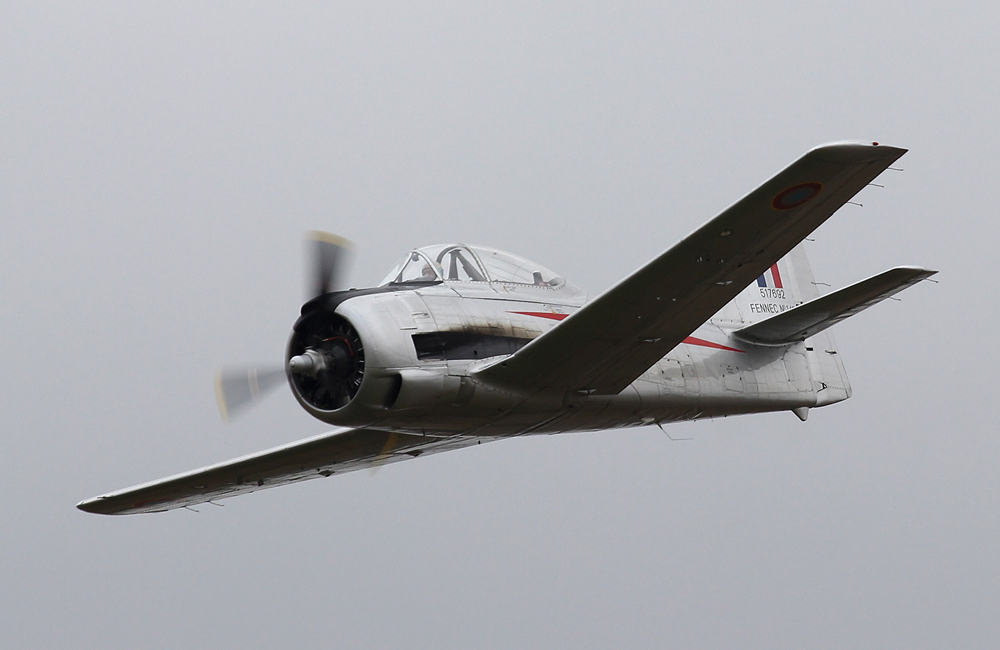
North American Trojan T-28A Fennec c/n 174-545 , 517692,  G-TROY

## Especificações (versão T-28R-1)
- Fabricante: North American Aviation (modificado pela Hamilton Aircraft Company) - Estados Unidos
- Comprimento: 10,05 m
- Envergadura: 12,21 m
- Altura: 3,86 m
- Peso máximo na decolagem: 3.741 kg
- Propulsão: um motor radial Right 1820-56A de 1.350 HP
- Velocidade máxima: 549 km/h
- Tripulação: dois tripulantes em tandem